# アニバル・トロイロ
アニバル・トロイロ（Aníbal Troilo, 1914年7月11日 - 1975年5月18日）はアルゼンチン・タンゴ黄金期、1930年代から活躍した作曲家・バンドネオン奏者。あだ名は、ピチューコ Pichuco、ゴルド Gordo （デブ）

## 略歴
1914年7月11日にて、アルゼンチンのブエノスアイレスに生まれる。
10歳のときに最初のバンドネオンを買ってもらい、11歳のときには楽団でバンドネオンを弾くぐらいの才能を示す。オスバルド・プグリエーセ楽団やファン・ダリエンソ楽団などいくつかのタンゴ楽団でバンドネオンを担当し、1937年に自分の楽団を結成する。
アニバル・トロイロの作曲および編曲は、華麗かつ重厚なメロディーとハーモニーを大切にしていることとされている。フアン・デ・ディオス・フィリベルト作曲の 「バンドネオンの嘆き」 でのトロイロ楽団の凝ったバンドネオン変奏が知られており、トロイロ楽団の定番の曲となっている。アニバル・トロイロ自身が1948年に作曲した「スール」や、1956年に作曲した「最後の酔い」は、タンゴファンにも人気がある。また、歌も重視していて、「マリア」 や 「スール」 の歌入りの録音が今でもタンゴ愛好家にかなりの人気がある。
1975年5月18日に死去する。488曲(531曲説もある)を残した。

## アニバル・トロイロ楽団
アニバル・トロイロ楽団の録音は、かなり多作であり、1975年まで楽団は続いていた。有名な人材を輩出していた。1940年代のSP時代は速度を重視した端正なテイクで知られていたものの、1960年代のLP時代からはタンゴの現代化には逆らえず和声やテクスチュアに豊饒さが感じられるものになった。1970年代はトロイロの技巧の衰えも感じられるものの、最後までタンゴの保守本流を意識したテイクを生み出し続けた。
歌手では、ロベルト・ゴジェネチェ Roberto Goyeneche、エドムンド・リベロ Edmundo Rivero がいた。トロイロ楽団の演奏でリベロが歌うタンゴ 「スール」 は、今でもよく聴かれている。
ピアノでは、オルランド・ゴニ Orlando Goñi や、ホセ・バッソ José Basso がいた。
ある日、トト・ロドリゲスというバンドネオン奏者が病欠していたその日に、バンドネオンの腕前をアニバル・トロイロの前で披露して即決でトロイロ楽団に採用になったというアストル・ピアソラ Astor Piazzolla のエピソードは有名である。

## 作品
有名な作品
- María - マリア
- La última curda - 最後の酔い
- Sur - スール
- Responso - レスポンソ
- Garúa -  氷雨
- Che Bandoneón -  チェ・バンドネオン
- Barrio de tango - タンゴの街
- La Trampera - ラ・トランペーラ